# Kenneth Malitoli
Kenneth Malitoli (ur. 20 sierpnia 1966 w Lusace) – zambijski piłkarz grający na pozycji napastnika. Jego brat Mordon Malitoli także był piłkarzem i reprezentantem kraju.

## Kariera klubowa
Swoją karierę piłkarską Malitoli rozpoczął w klubie Nkana FC z miasta Kitwe. W 1986 roku zadebiutował w nim w zambijskiej lidze. W latach 1986, 1988, 1989, 1990 i 1992 wywalczył z Nkaną pięć tytułów mistrza Zambii. Z klubem tym zdobył również Puchar Zambii w latach 1986, 1989, 1991 i 1992 oraz Challenge Cup w 1992 roku.
W 1992 roku Malitoli przeszedł do tunezyjskiego Espérance Tunis. W sezonach 1992/1993 i 1993/1994 został królem strzelców ligi Tunezji. Zdobywał odpowiednio 18 i 14 goli w tamtych sezonach. Wraz z Espérance, w którym grał do 1997 roku, dwukrotnie wywalczył mistrzostwo kraju w latach 1993 i 1994 oraz wygrał Ligę Mistrzów w 1994 roku, Superpuchar Afryki w 1995 roku. W sezonie 1996/1997 grał w saudyjskim Al-Ettifaq.
W 1998 roku Malitoli wrócił do Nkany FC. W 1999 roku został z nią mistrzem kraju, a w 2000 roku zdobył zarówno Puchar Zambii, jak i Challenge Cup. W tamtym roku zakończył karierę piłkarską.

## Kariera reprezentacyjna
W reprezentacji Zambii Malitoli zadebiutował 8 maja 1988 w wygranym 2:1 towarzyskim meczu z Zimbabwe, rozegranym w Harare. W 1990 roku był w kadrze Zambii na Puchar Narodów Afryki 1990, jednak nie rozegrał na nim żadnego meczu. Z kolei w 1994 roku wystąpił w pięciu meczach Pucharu Narodów Afryki 1994: ze Sierra Leone (0:0), z Wybrzeżem Kości Słoniowej (1:0 i gol), w ćwierćfinale z Senegalem (1:0), w półfinale z Mali (4:0 i gol) oraz finale z Nigerią (1:2).
W 1996 roku Malitoli zagrał w sześciu meczach Pucharu Narodów Afryki 1996: z Algierią (0:0), z Burkiną Faso (5:1 i gol), ze Sierra Leone (4:0), w ćwierćfinale z Egiptem (3:1), w półfinale z Tunezją (2:4) i o 3. miejsce z Ghaną (1:0).
W 1998 roku Malitoli ponownie znalazł się w kadrze Zambii na Puchar Narodów Afryki. Wystąpił na nim trzykrotnie: z Marokiem (1:1), z Egiptem (0:4) i z Mozambikiem (3:1). W kadrze narodowej grał do 1999 roku. Wystąpił w niej 80 razy i strzelił 19 goli.